# Bahrain International Challenge 2015
Die Bahrain International Challenge 2015 als offene internationale Meisterschaft von Bahrain im Badminton wurde vom 3. bis zum 7. November 2015 in Isa Town ausgetragen. Es war die dritte Auflage des Turniers.

## Sieger und Platzierte
| Disziplin    | Gold                                     | Silber                                   | Bronze                           |
| ------------ | ---------------------------------------- | ---------------------------------------- | -------------------------------- |
| Herreneinzel | Sameer Verma                             | Derek Wong Zi Liang                      | Rahul Yadav Chittaboina          |
| Herreneinzel | Sameer Verma                             | Derek Wong Zi Liang                      | Martin Giuffre                   |
| Dameneinzel  | Nitchaon Jindapol                        | Saili Rane                               | Gabriela Meilani Moningka        |
| Dameneinzel  | Nitchaon Jindapol                        | Saili Rane                               | Neslihan Yiğit                   |
| Herrendoppel | Bodin Isara Nipitphon Puangpuapech       | Wannawat Ampunsuwan Tinn Isriyanet       | Pranav Chopra Akshay Dewalkar    |
| Herrendoppel | Bodin Isara Nipitphon Puangpuapech       | Wannawat Ampunsuwan Tinn Isriyanet       | Michael Fuchs Johannes Schöttler |
| Damendoppel  | Savitree Amitrapai Pacharapun Chochuwong | Chayanit Chaladchalam Phataimas Muenwong | Maneesha Kukkapalli Siki Reddy   |
| Damendoppel  | Savitree Amitrapai Pacharapun Chochuwong | Chayanit Chaladchalam Phataimas Muenwong | Eva Lee Paula Obanana            |
| Mixed        | Bodin Isara Savitree Amitrapai           | Danny Bawa Chrisnanta Vanessa Neo Yu Yan | Vitaliy Durkin Nina Vislova      |
| Mixed        | Bodin Isara Savitree Amitrapai           | Danny Bawa Chrisnanta Vanessa Neo Yu Yan | Arun Vishnu Aparna Balan         |